# Gustav Tschirn
Gustav Tschirn (* 9. Juli 1865 in Peterswaldau, Provinz Schlesien; † 25. Mai 1931 in Leipzig) war ein deutscher Funktionär der freidenkerischen und der freigeistigen Bewegung in Deutschland.
Der Sohn eines Webereibesitzers und ehemalige Theologie-Student wurde 1891 zum Vorsitzenden des Bundes Freireligiöser Gemeinden Deutschlands (BFGD) gewählt, den er 30 Jahre lang leitete. 1901 wurde er zudem Präsident des Deutschen Freidenkerbunds. In den 20er Jahren gelang ihm der Zusammenschluss beider Organisationen zum Volksbund für Geistesfreiheit.
| Personendaten    | Personendaten                                                                           |
| ---------------- | --------------------------------------------------------------------------------------- |
| NAME             | Tschirn, Gustav                                                                         |
| KURZBESCHREIBUNG | deutscher Funktionär der freidenkerischen und der freigeistigen Bewegung in Deutschland |
| GEBURTSDATUM     | 9. Juli 1865                                                                            |
| GEBURTSORT       | Peterswaldau, Provinz Schlesien                                                         |
| STERBEDATUM      | 25. Mai 1931                                                                            |
| STERBEORT        | Leipzig                                                                                 |